# Loubens-Lauragais
Loubens-Lauragais ist eine französische Gemeinde mit 454 Einwohnern (Stand: 1. Januar 2022) im Département Haute-Garonne in der Région Okzitanien (vor 2016: Midi-Pyrénées). Sie gehört zum Arrondissement Toulouse und zum Kanton Revel. Die Einwohner heißen Loubensois(es).

## Geographie
Loubens-Lauragais liegt an der Grenze zum Département Tarn, rund 20 Kilometer ostsüdöstlich von Toulouse im Lauragais. Der Fluss Girou bildet die nördliche Gemeindegrenze. Das Gemeindegebiet wird auch von den Flüssen Vendinelle und Peyrencou durchquert. Umgeben wird Loubens-Lauragais von den Nachbargemeinden Villeneuve-lès-Lavaur im Norden, Maurens-Scopont im Nordosten, Le Faget im Osten und Südosten, Albiac im Süden, Mascarville im Südwesten, Francarville im Westen und Nordwesten sowie Vendine im Nordwesten.

## Bevölkerungsentwicklung
| Jahr                       | 1962 | 1968 | 1975 | 1982 | 1990 | 1999 | 2006 | 2013 | 2020 |
| Einwohner                  | 211  | 185  | 189  | 233  | 248  | 324  | 381  | 433  | 452  |
| Quellen: Cassini und INSEE |      |      |      |      |      |      |      |      |      |

## Sehenswürdigkeiten
- Kirche Notre-Dame aus dem 16. Jahrhundert
- Schloss Loubens aus dem 15. Jahrhundert
- Windmühle aus dem 15. Jahrhundert

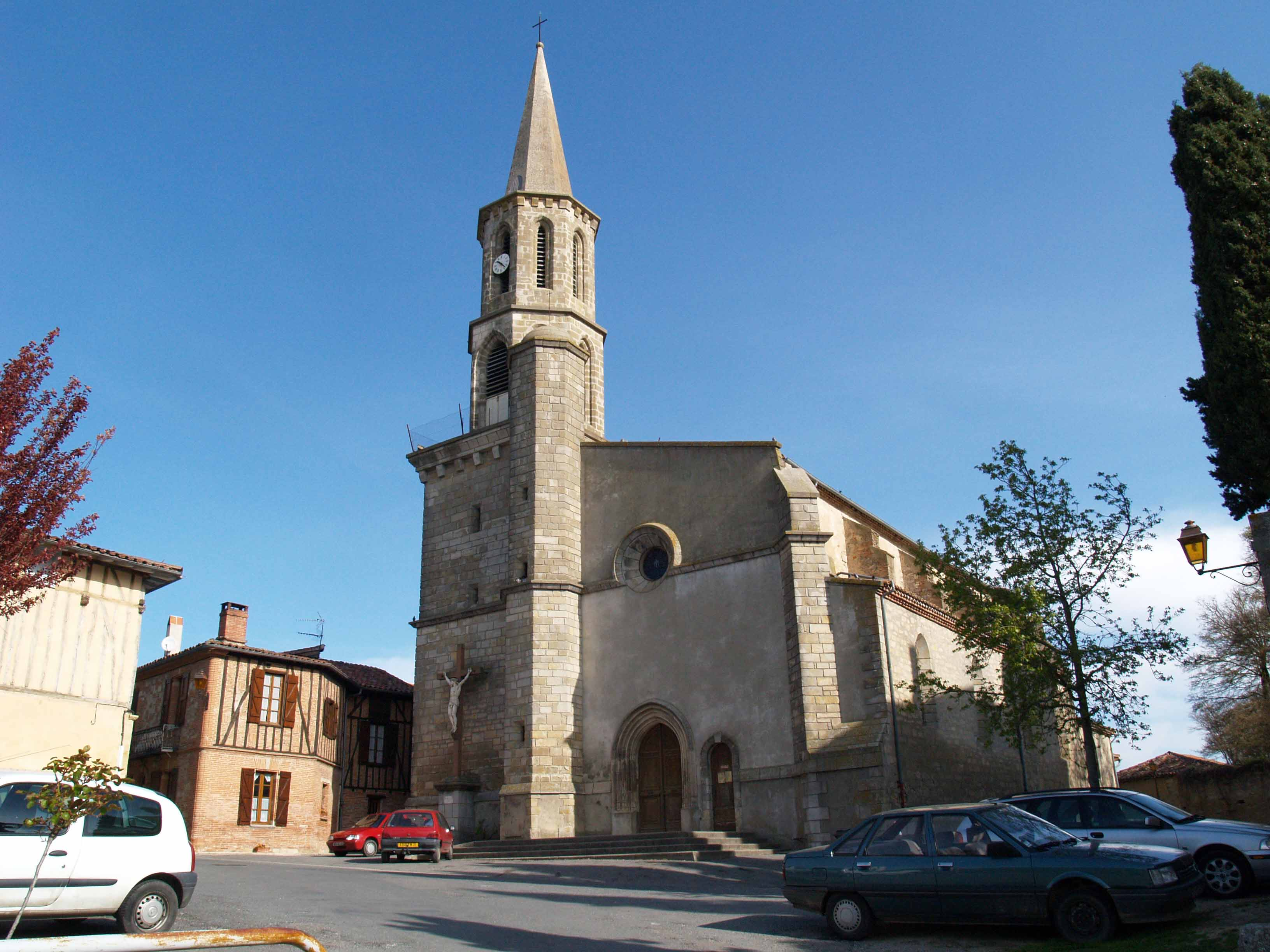
Kirche Notre-Dame
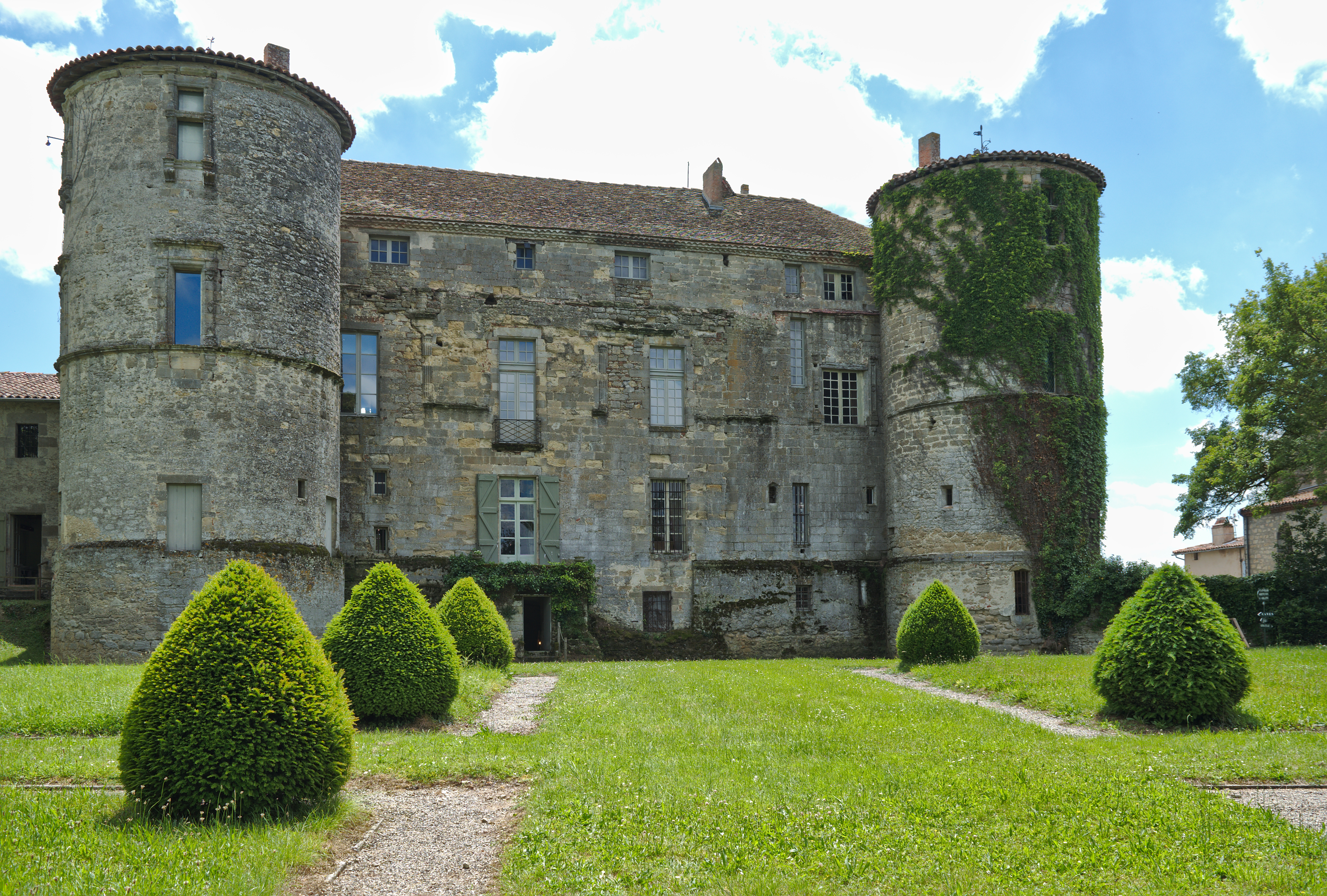
Schloss Loubens
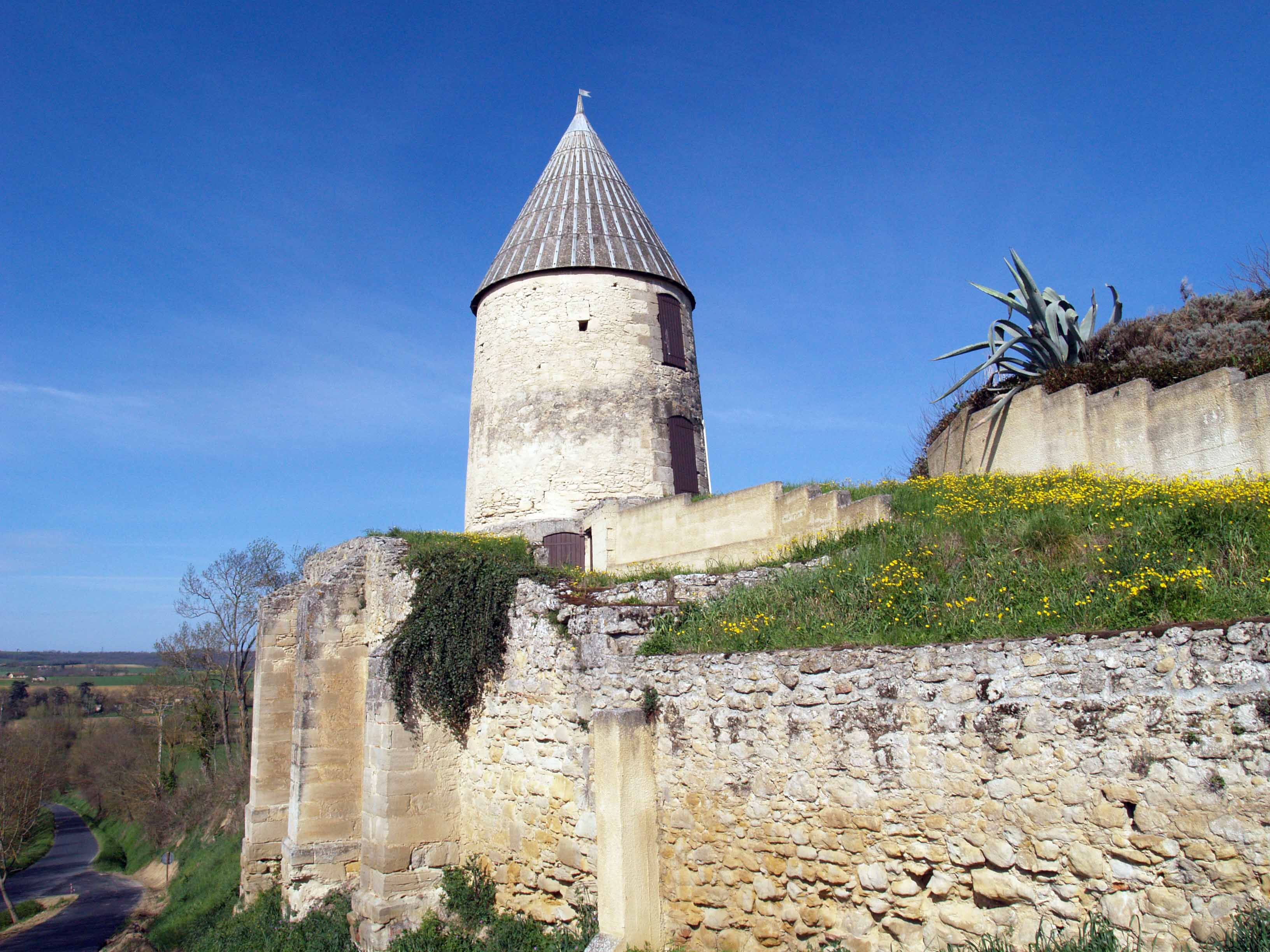
Windmühle

## Persönlichkeiten
- Hugues Loubenx de Verdale (1531–1595), Gründer des Malteserordens und Kardinal